# Stari Grad-sletten
Stari Grad-sletten, nær byen Stari Grad på øen Hvar i Kroatien, er et landbrugslandskab, der blev anlagt af de gamle græske kolonister i det 4. århundrede f.Kr., og stadig er i brug. Sletten er det største landbrugsområde på nogen af Adriaterhavsøerne og er bemærkelsesværdigt frugtbar på grund af istidens løsmasseaflejringer. Landskabet er næsten fuldstændigt bevaret fra sin oprindelige form. Det gamle inddeling er blevet bevaret ved omhyggelig vedligeholdelse af stenmurene gennem 24 århundreder, sammen med stenskjulene (lokalt kendt som trim  ) og vandopsamlingssystemet. Det er stadig de  samme afgrøder, hovedsageligt vindruer og oliven, der dyrkes på markerne, og stedet er også et naturreservat. Området er et værdifuldt eksempel på antikkens græske landbrugssystem, og blev optaget på UNESCOs verdensarvsliste i 2008.

## Historie
I 384 f.Kr. blev Stari Grad koloniseret af grækere fra øen Paros. Kolonisterne delte sletten i 75 jordstykker (kaldet chora), der hver målte omkring 16 hektar, omkranset af tørre stenmure. Disse mure kan sekundært have været brugt til at overvåge sletten eller til at rejse hurtigt hen over landskabet. Den oprindelige feltinddeling er blevet respekteret af de efterfølgende generationer, som fortsatte vedligeholdelsen af murene.  Det, vi ser i dag, er en fortsættelse af de oprindelige græske kolonisters kulturlandskab.
Ud over choraen byggede grækerne små hytter lavet af tørrede sten kaldet trims, hvor man opbevarede  værktøj og folk kunne søge tilflugt fra dårligt vejr. Der  blev også bygget store lagercisterner og tagrender over hele sletten for at tilbageholde regnvand, for at håndtere det tørre middelhavsklima. Mange af disse gamle bygninger bruges stadig til disse formål i dag.
I 229 f.Kr. blev Stari Grad hjemsted for Demetrius af Pharos, en illyrisk hersker, der kortvarigt modstod romersk besættelse, selvom det i midten af det 2. århundrede f.Kr. var en romersk koloni. I den tid var det et handelscenter for druer og fiskeri.